# Lobulogobius omanensis
Lobulogobius omanensis es una especie de peces de la familia de los Gobiidae en el orden de los Perciformes.

## Morfología
Los machos pueden llegar a alcanzar los 8 cm de longitud total.

## Hábitat
Es un pez de Mar y, de clima tropical y demersal que vive entre 35-45 m de profundidad.

## Distribución geográfica
Se encuentra en el Golfo de Adén, el Golfo de Omán, Australia y el Vietnam.

## Observaciones
Es inofensivo para los humanos.